# Милан Савић
Др Милан Мица Савић (Турска Кањижа (данас Нови Кнежевац), 4. октобар 1845 — Београд, 21. фебруар 1930) био је српски књижевник, позоришни критичар, преводилац, професор гимназије и секретар Матице српске.

## Биографија

### Детињство и школовање
Милан Савић је рођен 1845. године у Турској Кањижи, од родитеља Ристе Савића и Ане Десанчић. У Кањижи (потоњем Кнежевцу) је отац Риста био управитељ добара народног добротвора Георгија Сервицког. Риста Савић се прославио 1846. године када је заузимањем и великим трудом спасао Банат од поплаве. За тај подухват наградио га је Сервицки са 100 јутара земље а Торонталска жупанија именовала за почасног члана. За време Мађарске буне 1849. године Риста Савић умире од колере. Удовица Ана се са сином преселила у Нови Сад да би свом јединцу пружила више.
Милан је основну школу и четири разреда гимназије завршио у Новом Саду, а вишу гимназију у Сегедину и Печују. Потом уписао студије медицине у Бечу, па прешао на филозофију (историја и географија). Док се бавио студирањем у Немачкој живео је бурно као „бурж”, млад човек занет свакодневним бављењем са друштвом по пивницама. У Лајпцигу је 1876. године стекао звање доктора филозофије.

### Приватни живот
Године 1890. оженио је Јулку Давидовац, кћерку великог српског родољуба капетана Исе Давидовца. У браку су имали само кћерку, познату научницу Аницу.

### Професорска каријера
По завршетку студија кратко је радио као професор гимназије у Горњем Карловцу. Убрзо прелази у Нови Сад, где је од 1876. до 1881. године био професор Српске православне велике гимназије. Према извештају из 1880. године Савић је новосадским гимназијалцима предавао више предмета: латински, српски и мађарски језик, историју и филозофију. Просветни савет Краљевине Србије је септембра 1887. године установио да др Савић има прописану квалификацију за наставника средње школе и то предмета историјско-филолошке групе. То је био предуслов да запосли као професор гимназије у Зајечару (1887-88), а школске 1890/91. године био је на замени у Вишој женској школи у Новом Саду.

### Матица српска
За члана Књижевног одељења Матице српске изабран је први пут 1874. године. У периоду 1877—1910. године сваке године је биран у ово Матичино тело. Дужност секретара Матице поверена му је 1895, и од тада па све до 1911. и доласка др Тихомира Остојића на то место мандат му је стално продужаван. Пензионисан је 1. јануара 1912. године.
Милан Савић је био један од највиђенијих људи у Новом Саду пре Првог светског рата. Из тог времена потиче велико пријатељство, лично и породично, између њега и орловатског сликара Уроша Предића. Ради разних договора око Матичиног рада виђали су се Савић и Предић и у Новом Саду и Орловату. Предић је деценијама био ангажован, управо захваљујући Савићу, на изради портрета српских добротвора и задужбинара при Матици српској. Модернизовао је корице Матичиног календара, и чинио друге услуге установи чији је питомац некада био.
Као секретар Савић је био и књижевни референт и критичар. Уређивао је и Летопис Матице српске (1896-1911), а у овом гласилу објављивао је приказе нових књига и чланака у часописима, расправе, некрологе, оцене рукописа за Матичина издања. Уређивао је и Рад и именик Матице српске, а под његовим уредништвом изашла је и споменица Живот и рад др Јована Хаџића Светића (1899). Још пре него што му је истекао мандат секретара преселио се са породицом у Беч, где му је кћи Аница студирала, а замењивао га је Аркадије Варађанин. Пре избијања Првог светског рата Савићи су се вратили у Нови Сад. Пошто је Тихомир Остојић интерниран у логор на почетку рата једно време га је мењао Антоније Хаџић. Након Хаџићеве смрти 1916. вршилац дужности секретара постао је Савић. На тој функцији остао је све до ослобођења 1918. године.

### Српско народно позориште
Био је члан Управног одбора Друштва за Српско народно позориште (ДСНП) у више наврата (1878-1905; 1909-1910; 1920-1921), као и Позоришног (од 1878) и Економског одсека (1901) СНП. У листу Позориште објављивао је критике о представама, текстове о глуми и глумцима, као и прилоге о позоришту и уметности. На сцени СНП играни су му са мање или више успеха позоришни комади: Дојчин Петар, Добре воље, Цар проводаџија, Ксеније и Ксенија, На добротворну цел, Марија, Наживио се, Последња воља, Одсудни тренуци, На станици, Меланија, Ђурђевићи, Посета, Проводаџије, Социјалне демократе и Фрише фире.

### Књижевни и преводилачки рад
Савић је ушао у књижевност од 1877. године, док је живео професорским животом у Новом Саду. Те године је на немачком језику објавио књигу под насловом: Der Serbisch ungarische Aufstand vom jahre 1735.
Опус му је необично разноврстан и обиман; писао је песме, приповетке, новеле, романе, путописе, позоришне комаде, фељтоне, реферати и биографије и друго. Од већих дела су романи: За начело и Даша Ђонић, (објављени у листу "Стражилово) те Разни путеви и Невеста нису оставили већег трага код читалачке публике. Сарађивао је у бројним часописима и листовима свог времена. Заједно са Јованом Грчићем уређивао је новосадски часопис Стражилово (1885). Колега Грчић пише о њему 1892. године: "Дар, вредноћа, спремљеност и образованост Милана Савића гарантују српској књижевности још мног и мног сладак плод." Понекад је користио псеудоним Коста Ристић.
Значајнија су му дела из историје српске књижевности (о Стерији, Игњатовићу, Змају, Костићу, Милици Стојадиновић Српкињи, Трифковићу, Лазаревићу, Матавуљу). Писао је и о политичарима: Милетићу, Политу и Миши Димитријевићу. На немачком је издао две свеске: Blau - Rot - Gold (Плаво-црвено-златно) и Froh und frei (Весео и слободан). На немачки је преводио српске песнике, највише Змаја. Значајни су и његови преводи Гетеових дела Фауст и Ифигенија на српски језик.
Постхумно је објављена његова аутобиографија Прилике из мога живота (2009).

### Смрт
Умро је 1930. године у Београду, а сахрањен је на Алмашком гробљу у Новом Саду.

## Галерија
- Насловна страна драмског спева Дојчин Петар (1891)
- Насловна страна књиге Из српске књижевности - слике и расправе (1898)
- Насловна страна књиге кратке прозе на немачком Froh und Frei! Studenten- und Philistergeschichten (1906)